# Ghazipur (distrikt)
Ghazipur är ett distrikt i den indiska delstaten Uttar Pradesh, och hade 3 037 582 invånare år 2001 på en yta av 3 377 km². Det gör en befolkningsdensitet på 899,5 inv/km². Den administrativa huvudorten är staden Ghazipur. De största religionerna är hinduism (89,64 %) och islam (9,89 %).

## Administrativ indelning
Distriktet är indelat i fem kommunliknande enheter, tehsils:
- Ghazipur, Jakhanian, Mohammadabad, Saidpur, Zamania

## Städer
Distriktets städer är huvudorten Ghazipur samt Bahadurganj, Dildarnagar Fatehpur Bazar, Jangipur, Mohammadabad, Sadat, Saidpur och Zamania.
Urbaniseringsgraden låg på 7,68 procent år 2001.